# Estación Laguna Paiva
Laguna Paiva es una estación ferroviaria ubicada en la localidad homónima, Departamento La Capital, Provincia de Santa Fe, Argentina.

## Servicios
Aun no presta servicios de pasajeros, sólo de cargas. Sus vías e instalaciones están a cargo de la empresa estatal Trenes Argentinos Cargas.
El Ramal C del Ferrocarril General Belgrano se encuentra activo para tránsito de formaciones de cargas entre Santa Fe y San Cristóbal. El Ramal A se halla sin operaciones.
Se prevé que esta estación sea terminal del histórico servicio "paivense", que unía esta localidad con Santa Fe de la Vera Cruz. Su fecha prevista es a fines de 2021.

## Infraestructura
Dentro del monto de 400 millones de pesos destinados a la implementación del servicio, una parte será destinado para dotar a esta estación de las comodidades y operatividad necesaria para su funcionamiento.